# Метальников, Николай Иванович
Николай Иванович Метальников (23 апреля [5 мая] 1870, с. Кротково, Сенгилеевского уезда Симбирской губернии — январь 1939, Париж) — агроном, депутат Государственной думы I созыва от Симбирской губернии

## Биография
Потомственный дворянин. Сын отставного майора, мирового судьи — Ивана Михайловича Метальникова. Мать — Екатерина Ивановна (урождённая Фатьянова; во втором браке — Виннер). После смерти первого мужа Екатерина Ивановна с детьми переехала в Казань, так как старших детей нужно было учить в школе. В Казани Екатерина Ивановна познакомилась с военным ученым, генералом артиллерии Борисом Ивановичем Виннером (Винером) и вскоре вышла за него замуж.
Метальников окончил реальное училище. Около 1887 года по делам службы его отчима перевели в Петербург и вся семья перебралась в столицу в большой собственный четырёхэтажный дом на углу Пантелеймоновской улицы и Соляного переулка (ныне — ул. Пестеля, д. 4/16). В 1891—1892 гг. учился вольнослушателем на естественном отделении физико-математического факультета Петербургского университета. Принимал участие в домашнем философском кружке, организованным его братом-близнецом Сергеем и Н. О. Лосским. Получил агрономическое образование в Научно-исследовательском институте микробиологии в Париже, прослушал также курс в Пастеровском институте там же. Опубликовал во Франции свой первый научный труд по микробиологии молока. Получил большую серебряную медаль за работу по сыроварению, которая была переведена на английский и русский языки. В России проявил себя как учёный-селекционер и новатор-практик. В своем имении в Ардатовском уезде Симбирской губернии создал научно-исследовательскую лабораторию и образцовую молочную ферму. Занимался селекцией зерновых, за выведение высококлассных сортов семян ржи и овса был удостоен 3 серебряных и бронзовой медалей. По инициативе Метальникова в Симбирской губернии устроена сеть опытных станций и полей. Гласный Ардатовского уездного и Симбирского губернского земских собраний. Пытался преобразовать симбирское земство из дворянского в крестьянское, много работал на поприще всеобщего обучения. Почётный мировой судья Ардатовского уезда. Член правления и секретарь Лиги образования Симбирской губернии. Член «Союза освобождения» и «Союза земцев-конституционалистов», участник съездов земских и городских деятелей 1904—1905. Один из создателей комитетов Конституционно-демократической партии в Ардатове и Симбирске.
26 марте 1906 избран в Государственную думу I созыва от общего состава выборщиков Симбирского губернского избирательного собрания. Входил в Конституционно-демократическую фракцию. Член продовольственной и издательской комиссий. Подписал законопроект «42-х» по аграрному вопросу и законопроект «О гражданском равенстве», а также заявление 30 членов Государственной Думы о необходимости образования Комиссии для рассмотрения вопросов, касающихся помощи голодающему населению. Выступил по вопросу о продовольственной помощи населению. В частности, он сказал: 

Я считаю этот вопрос вопросом чрезвычайной важности, с которым ни минуты ждать нельзя. Это, можно сказать, вопрос жизни и смерти. У всех в памяти голов 1891 года. Этот год стоил нам до 400.000 человеческих жизней. Ни одна война в мире не потребовала стольких жертв..
 Предложение Метальникова самим выработать меры по борьбе в голодом и поручить исполнительному органу их исполнение принято единогласно. Метальников также подписал запрос М. М. Ковалевского министру внутренних дел и военному министру о нападении казаков нескольких станиц на ингушский аул Яндырка (ныне село Яндаре, Республика Ингушетия) на основе телеграммы от уполномоченных ингушского народа.
10 июля 1906 года в г. Выборге подписал «Выборгское воззвание» и осужден по ст. 129, ч. 1, п. п. 51 и 3 Уголовного Уложения, приговорен к 3 месяцам тюрьмы и лишен права баллотироваться на любые выборные должности.
В Санкт-Петербурге посвятил свою деятельность металлургической промышленности. Во время Первой мировой войны 1914—1918 возглавлял акционерное общество «Продамет», объединявшее несколько металлургических заводов..
В 1919 г. через Константинополь и Грецию перебрался в Париж. Работал в Пастеровском Институте в Париже. Входил в состав совета Российского торгово-промышленного и финансового союзов и в Национальный комитет в качестве представителя от парижских эмигрантских организаций.

## Семья
Братья и сестра:
- Дмитрий,
- Вера (замужем за Владимиром Константиновичем Келлером, владелица имения «Партенит» у подножья Аю-Дага),
- Михаил
- Сергей, брат-близнец Н. И. Метальникова, впоследствии видный учёный-биолог. Женат с января 1896 года на Ольге Владимировне (урождённой Дмитриевой) (1876 — 14 января 1952). Их дети: Анна (в замужестве — Щупинская) (1898—1964); Екатерина (1902—?); Сергей (1906—18 февраля 1981)[4].